# Константин Синадски
Преподобни Константин Синадски је хришћански светитељ. Рођен је у граду Синаду (грч. Σύνναδα) на северу Фригије у Малој Азији (код данашњег града Шухут у Турској).
Пореклом је био Јеврејин. Док је био веома млад примио је хришћанске обичаје. Данима је постио и није јео ништа. Према хришћанској традицији, једном га је напала нека девојка, но он се прекрстио и она је пала мртва. Међутим убрзо након тога он ју је васкрсао.
У хришћанској традицији се помиње да је вођен Божанским облаком дошао до манастира Фувутиона (грч. Φουβούτιον) на Синајској гори. Када је изведен пред игумана манастира, Константин му је испричао све о себи. Игуман је поставио крст и наредио Константину да му се поклони и да га целива. Хришћани верују да се тада крст подигао и спустио на Константинову главу, оставивши чудотворни отисак који му је остао до краја живота.
Након тога је крштен и добио је име Константин. Након кршења почео је да се подвизава у манастиру као монах. Још пре свог монашког пострига превазишао све остале монахе у манастиру по испосништву и подвижништву. Хришћани верују да се током његовог изговарања монашких завета црква испунима мирисом светог мира; када је улазио врата су се сама отворила пред њим. Такође верују да је од Бога добио дар прозорљивости
Из овог манастира константин је отишао у манастир на планини Олимп (у Малој Азији) која је данас позната под турским називом Улудаг (тур. Uludağ). Након неког времена отишао је у Аталију у области Памфилија (данашња Анталија). У хришћанској традицији се помиње да је ишавши у Аталију прешао преко реке идући по води као по сувом. Након Аталије је отишао у Миру у Ликији и многа друга места, да би се након тога вратио у манастир на планини Олимп. Хришћани верују да је ту провео четрдесет дана постивши без хране, до појаса закопан у земљу. У манастиру на планини Олимп је примио презвитерски чин. Након тога је отишао у оближњи град Атроја у коме је наставио да се подвизава. Хришћани верују да је осам година пре смрти прорекао дан када ће умрети.
Различити извори наводе да је живео и умро у 7. или 8. веку
Српска православна црква слави га 26. децембра по црквеном, а 8. јануара по грегоријанском календару.